# Diagnose (biologie)
Een diagnose (uit het Grieks: διά-, diá-, 'door-' en γνώσις, gnósis, 'kennis', 'oordeel', etc) is in de botanie en zoölogie een optioneel onderdeel van de publicatie waarmee een nieuwe wetenschappelijke naam bedoeld voor een taxon formeel gevestigd wordt. Met een diagnose kan de auteur (of auteurs) van de naam kernachtig weergeven wat de verschillen (zouden) zijn met andere bekende (min of meer) nauw verwante soorten. Een diagnose is niet verplicht, en er zijn ook geen inhoudelijke eisen: een diagnose hoeft niet feitelijk juist te zijn.

## Voor algen, planten en schimmels
De International Code of Nomenclature for algae, fungi, and plants (ICNafp) telt een aantal voorschriften betreffende diagnoses. In de eerste plaats wat betreft de taal waarin deze is gesteld: publicaties worden ingedeeld in drie tijdvakken. In publicaties van het eerste tijdvak mag een diagnose in elke taal gesteld zijn, voor het tweede tijdvak is Latijn voorgeschreven, in het derde tijdvak is naast Latijn ook Engels toegestaan.
In de tweede plaats is er de eis dat voor geldige publicatie van een wetenschappelijke naam deze vergezeld dient te zijn door òf een beschrijving òf een diagnose (òf een equivalente illustratie), òf door een verwijzing daarnaar.

## Voor dieren
Ook de International Code of Zoological Nomenclature (ICZN) telt een aantal voorschriften betreffende diagnoses. Er zijn echter geen voorschriften wat betreft de taal.
Om een wetenschappelijke naam beschikbaar te maken dient deze vergezeld dient  te zijn van òf een beschrijving, òf een diagnose, òf een definitie, òf door een verwijzing daarnaar. Een opvallend detail daarbij is dat de precieze definitie van een "definitie" gesteld is in dezelfde termen als die van een "diagnose" onder de ICNafp; in de praktijk is het verschil tussen een "diagnose" onder de ICNafp en een "diagnose" onder de ICZN echter zeer gering.

## Gebruik van een diagnose
Een diagnose dient om latere onderzoekers te helpen bepalen wat de oorspronkelijke auteur(s) in gedachte had(den) ten tijde van het schrijven van de publicatie. Voor andere doelen is het belangrijk in gedachte te houden dat geenszins vereist is dat een diagnose klopt, en dat een diagnose in context bezien hoort te worden. Zo is het heel goed mogelijk dat een diagnose heel accuraat is voor een eerstbeschreven soort van een nieuw genus, maar dat alle later ontdekte soorten van dat genus ook onder deze zelfde diagnose omvat worden.
Het gegeven dat er een wetenschappelijke naam gepubliceerd is, betekent niet dat deze ook noodzakelijkerwijs daadwerkelijk betrekking heeft op een taxon. Een diagnose hoort bij een wetenschappelijke naam, niet bij een taxon.